# Govindgarh
Govindgarh é uma cidade e uma nagar panchayat no distrito de Rewa, no estado indiano de Madhya Pradesh.

## Geografia
Govindgarh está localizada a 24° 23′ N, 81° 18′ L. Tem uma altitude média de 362 metros (1 187 pés).

## Demografia
Segundo o censo de 2001, Govindgarh tinha uma população de 9 697 habitantes. Os indivíduos do sexo masculino constituem 53% da população e os do sexo feminino 47%. Govindgarh tem uma taxa de literacia de 58%, inferior à média nacional de 59,5%: a literacia no sexo masculino é de 71% e no sexo feminino é de 44%. Em Govindgarh, 16% da população está abaixo dos 6 anos de idade.